# Rhodohypoxis thodiana
Rhodohypoxis thodiana là một loài thực vật có hoa trong họ Hypoxidaceae. Loài này được (Nel) Hilliard & B.L.Burtt miêu tả khoa học đầu tiên năm 1975.